# Glypta erratica
Glypta erratica är en stekelart som beskrevs av Cresson 1870. Glypta erratica ingår i släktet Glypta och familjen brokparasitsteklar. Inga underarter finns listade i Catalogue of Life.